# رامجردی
رامجردی، روستایی از توابع بخش درودزن شهرستان مرودشت در استان فارس ایران است.

## جمعیت
این روستا در دهستان رامجرد دو قرار دارد و براساس سرشماری مرکز آمار ایران در سال ۱۳۸۵، جمعیت آن ۴۵۷ نفر (۸۰خانوار) بوده‌است.